# Kirkintilloch
Kirkintilloch (Cathair Cheann Tulaich ve skotské gaelštině) je město ve Skotsku, ležící v centrálním pásu země, severnovýchodně od Glasgow. Městu se, díky vodním kanálům a množství příznivců lodní dopravy říká hlavní město vodních kanálů Skotska. V místě je také velice oblíbený rybolov a cykloturistika, hlavně díky rovinaté krajině pod vrcholky Campsie Fells.

## Historie
Město bylo pravděpodobně založeno Římany, kteří zde asi v polovině 2. století založili pevnost, zhruba na území dnešního Peel Parku. Byla to nejsevernější država římského vojska a vedl tudy Antoninův val. Dlouho po Římanech zůstalo toto městské území takřka neosídleno, do doby než zde klan Cummingů vystavěl ve dvanáctém století hrad a kostel. V roce 1211 se Kirkintilloch stal městem s královskými právy. Další mezníkem historie města je rok 1773, kdy z něj výstavba kanálu Forth–Clyde udělala důležitý vnitrozemský přístav. Spolu se železničním spojem s Glasgow ve dvacátých letech 19. století se rozvíjel tkalcovský průmysl a výroba malých lodí, určených pro dopravu po vodních kanálech. V šedesátých letech 20. století byl Kirkintilloch předurčen k dosídlení v podobě obyvatel tehdy značně přelidněného Glasgow (stejně jako Livingston, East Kilbride,Cumbernauld a jiná města v okolí). Vláda zde nechala vystavět domy, byty a vytvořila nová pracovní místa. Velikost populace se zvýšila cca do dnešních počtů.
Do roku 1975 bylo město pod správou zaniklého kraje Dunbartonshire, po reorganizaci pod správou kraje Strathclyde a nyní od roku 1996 pod správou Východního Dunbartonshire.

## Fotogalerie

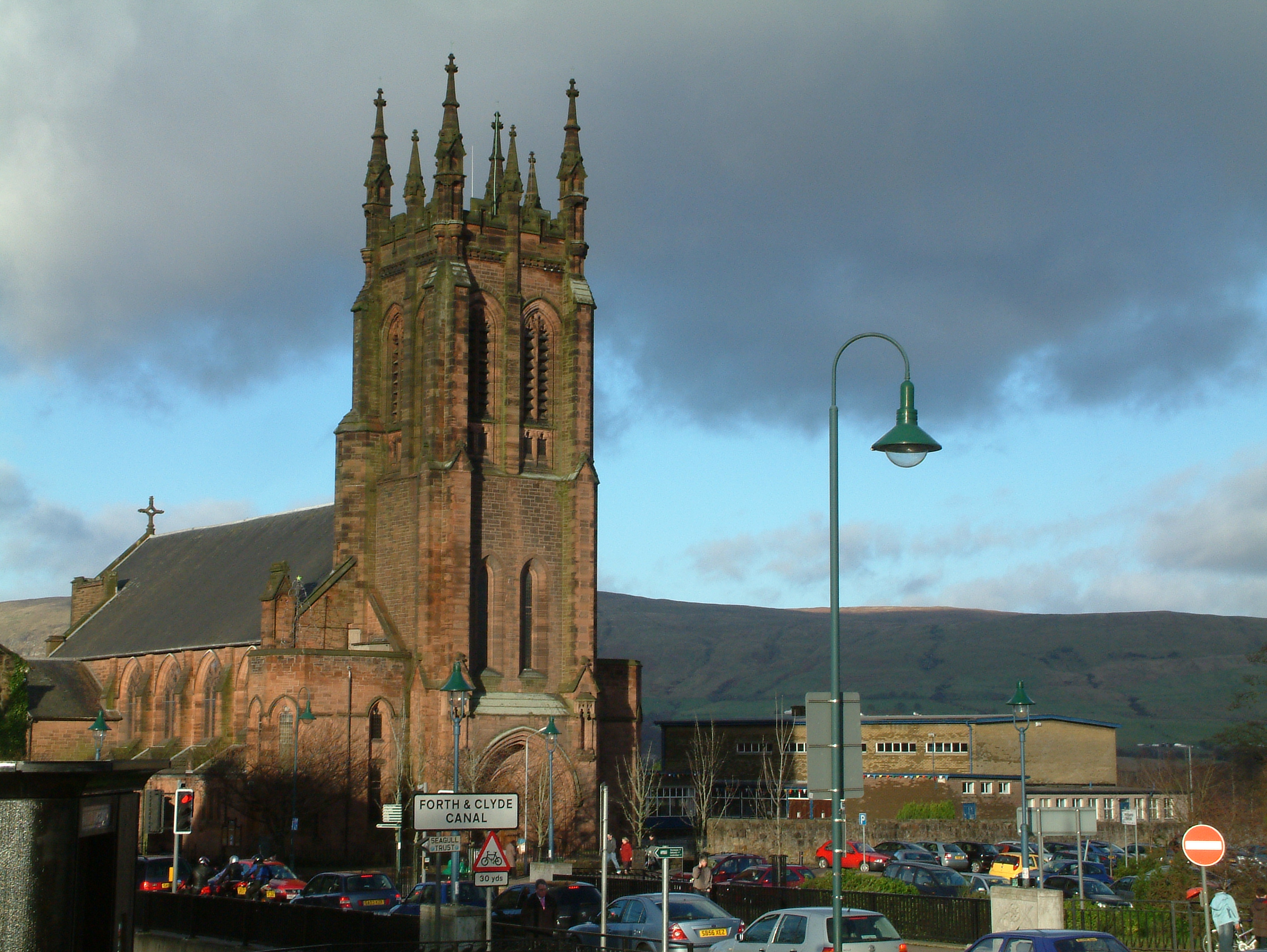
Kostel
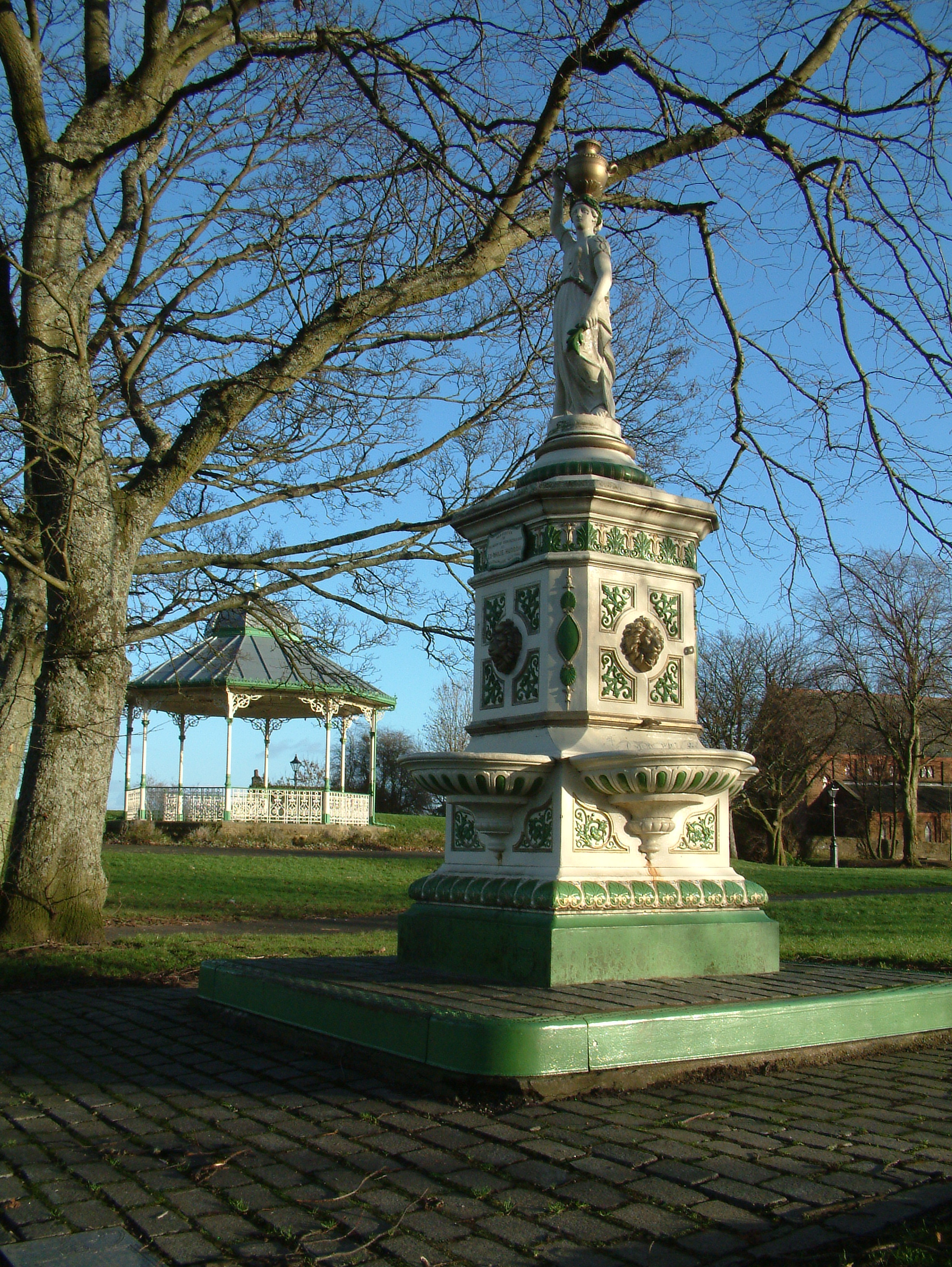
Park
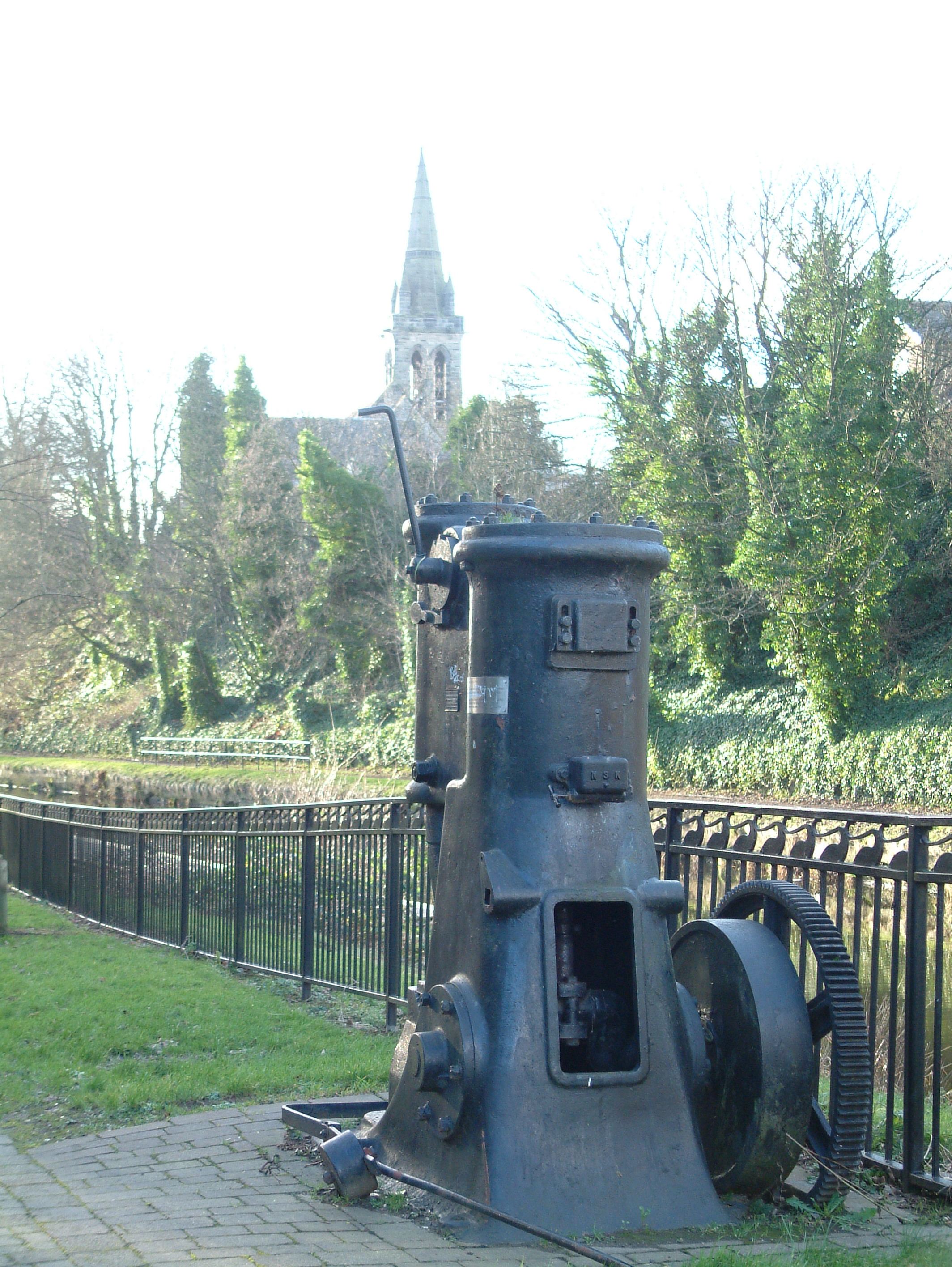
Kirkintilloch